# Havas Worldwide
Havas Worldwide, före 2012 Euro RSCG, är ett reklambyrånätverk med 233 reklambyråer i 75 länder. Havas är ett globalt reklam- och kommunikationsbyrånätverk med huvudkontor i Paris och New York. Gruppen är specialiserade på kommunikation riktad både mot konsument (business-to-consumer) och företag (business-to-business) till globala, regionala och lokala kunder. 
Det nuvarande företagsgruppen bildades 1991 genom sammanslagning av Eurocom och ursprungsbolaget som går tillbaks till 1970.
Grundaren Jacques Séguéla är fortfarande aktiv inom Havas Worldwide. 
Havas Worldwide arbetar med många av de största annonsörerna som Citigroup, eBay, Kraft Foods, Heineken USA, Playboy, McDonald's, L'Oréal. Euro RSCG Worldwide arbetar även med varumärken som: Air France, BNP Paribas, Easy Jet, IBM, Jaguar, New York Stock Exchange, Lacoste, Paramount, Pernod Ricard, Puma AG och UPS.